# Nouzerolles
Nouzerolles település Franciaországban, Creuse megyében. Lakosainak száma 97 fő (2022. január 1.). Nouzerolles Lourdoueix-Saint-Pierre, Fresselines, Méasnes és Lourdoueix-Saint-Michel községekkel határos.

## Népesség
A település népességének változása:
| Lakosok száma | 196  | 139  | 111  | 102  | 103  | 103  | 99   | 96   | 96   | 97   |
|               | 1968 | 1982 | 1990 | 2006 | 2013 | 2015 | 2017 | 2019 | 2020 | 2022 |